# Zethesides simplex
Zethesides simplex är en fjärilsart som beskrevs av Fletcher och Pierre E.L. Viette 1955. Zethesides simplex ingår i släktet Zethesides och familjen nattflyn. Inga underarter finns listade i Catalogue of Life.